# Финляндия на летних Олимпийских играх 1988
Финляндия принимала участие в Летних Олимпийских играх 1988 года в Сеуле (Корея) в восемнадцатый раз за свою историю, и завоевала одну золотую, одну серебряную и две бронзовые медали. Сборная страны состояла из 78 человек (59 мужчин и 19 женщин).

## Медалисты
| Медаль  | Спортсмен     | Вид спорта      | Дисциплина                              |
| ------- | ------------- | --------------- | --------------------------------------- |
| Золото  | Тапио Корьюс  | Лёгкая атлетика | Мужчины, метание копья                  |
| Серебро | Харри Коскела | Борьба          | Мужчины, греко-римская борьба, до 90 кг |
| Бронза  | Сеппо Рятю    | Лёгкая атлетика | Мужчины, метание копья                  |
| Бронза  | Тапио Сипиля  | Борьба          | Мужчины, греко-римская борьба, до 68 кг |

## Результаты соревнований

### Академическая гребля
В следующий раунд из каждого заезда проходили несколько лучших экипажей (в зависимости от дисциплины). В финал A выходили 6 сильнейших экипажей, ещё 6 экипажей, выбывших в полуфинале, распределяли места в малом финале B
Мужчины
| Соревнование | Спортсмены                   | Предварительный заезд | Предварительный заезд | Предварительный заезд | Отборочный заезд | Отборочный заезд | Отборочный заезд | Полуфинал | Полуфинал | Полуфинал | Финал   | Финал   | Итоговое место |
| Соревнование | Спортсмены                   | Заезд                 | Время                 | Место                 | Заезд            | Время            | Место            | Заезд     | Время     | Место     | Время   | Место   | Итоговое место |
| ------------ | ---------------------------- | --------------------- | --------------------- | --------------------- | ---------------- | ---------------- | ---------------- | --------- | --------- | --------- | ------- | ------- | -------------- |
| одиночки     | Пертти Карппинен             | 4                     | 7:24,72               | 2                     | 1                | 7:14,91          | 1 Q              | 2         | 7:32,78   | 6         | Финал B | Финал B | 7              |
| одиночки     | Пертти Карппинен             | 4                     | 7:24,72               | 2                     | 1                | 7:14,91          | 1 Q              | 2         | 7:32,78   | 6         | 7:34,37 | 1       | 7              |
| двойки       | Аарне Линдроос Кари Линдроос | 2                     | 7:00,29               | 5                     | 1                | 7:03,72          | 2 Q              | 1         | 7:15,36   | 6 QB      | Финал B | Финал B | 11             |
| двойки       | Аарне Линдроос Кари Линдроос | 2                     | 7:00,29               | 5                     | 1                | 7:03,72          | 2 Q              | 1         | 7:15,36   | 6 QB      | 7:28,46 | 5       | 11             |